# Francine Bessy
Pour les articles homonymes, voir Willems (homonymie) et Bessy (homonymie).
Francine Berthe Florence Willems, connue sous le nom de scène Francine Bessy, née le 6 novembre 1917 à Paris, morte le 28 janvier 2004 à Meaux, est une actrice française. 

## Biographie
Également connue sous le nom d'actrice de Francine Wells, après une première union, elle épouse en secondes noces, en 1950, Pierre Dux avec lequel elle a une fille, Fanny, et renonce à sa carrière pour se consacrer à son mari et à leur fille.

## Filmographie
- 1935 : La Kermesse héroïque, de Jacques Feyder (créditée Francine Wells)
- 1938 : La Goualeuse, de Fernand Rivers
- 1941 : L'Embuscade, de Fernand Rivers
- 1941 : Fromont jeune et Risler aîné, de Léon Mathot
- 1942 : Le Voile bleu, de Jean Stelli
- 1942 : Haut-le-Vent, de Jacques de Baroncelli
- 1946 : Au pays des cigales, de Maurice Cam
- 1946 : On demande un ménage, de Maurice Cam
- 1947 : L'Homme de la nuit, de René Jayet